# چوزی یکم
چوزی (به چینی: 出子؛ ۷۰۸-۶۹۸ پ. م)، همچنین حاکم چو از چین (به چینی: 秦出公)؛ فرمانروای ایالت چین در دودمان ژو از ۷۰۳ پ. م تا ۶۹۸ پ. م بود. ایالت چین در آینده همه کشور چین را یکپارچه ساخت و تبدیل به دودمان چین شد. نام اجدادی او یینگ (嬴) و چوزی نام پسامرگ او بود. او اولین نفر از دو فرمانروای کودک چین به نام چوزی بود.

## زندگی
پدر چوزی حاکم شیان چین بود که در سال ۷۰۴ پ. م در ۲۱ سالگی درگذشت. برادر ناتنی بزرگتر او که بعدها به حاکم وو چین معروف شد، ولیعهد بود. حاکم وو و برادر کوچکترش که بعداً به نام حاکم ده چین شناخته شد، هر دو از همسر اصلی حاکم شیان، لو جی (鲁姬) به دنیا آمده بودند. با این حال، پس از مرگ حاکم شیان، وزرای فوجی (弗忌) و سانفو (三父) ولیعهد را خلع کردند و چوزی پنج ساله را بر تخت نشاندند. شش سال بعد، در سال ۶۹۸ پ. م، سانفو و فوجی، چوزی را ترور کردند و حاکم وو، ولیعهد اصلی را بر تخت نشاندند. حاکم وو بعداً سانفو و فوجی را به جرم قتل چوزی اعدام کرد.